# Босния и Герцеговина на «Евровидении-2010»
Босния и Герцеговина принимала участие в Евровидении 2010 в Осло и выбирала представителя посредством внутреннего отбора. Телекомпания Radiotelevizija Bosne i Hercegovine объявила представителем Боснии и Герцеговины Вукашина Брайича с песней «Munja i grom». Премьера песни состоялась 14 марта. На конкурсе в Осло Вукашин исполнял английскую версию песни — «Thunder and Lightning».Больше всего (12) баллов в 2010 году ему дала  Сербия.

## Отбор
В 2010 году BHRT вновь решила прибегнуть к внутреннему отбору. Заинтересованные в участии музыканты могли отправить заявки до 20 декабря. Артисты должны были иметь боснийское гражданство, но для авторов это было необязательно. BHRT получила от восьмидесяти до ста заявок на участие. Сделанный выбор был обнародован 11 января — представителем Боснии и Герцеговины был выбран серебряный призёр балканского конкурса талантов Operacija Trijumf Вукашин Брайич с песней «Munja i grom». Премьера песни состоялась 14 марта.
На шоу, посвящённом премьере песни, появились многие из участников Евровидения 2010: представитель Польши Марцин Мрозиньский, представители Турции группа MaNga, представители Хорватии группа Feminnem, представитель Македонии Гёко Танеский, представитель Сербии Милан Станкович и представительница Ирландии Нив Кавана. Представители Боснии и Герцеговины на Евровидении 2009 группа Regina, победитель Евровидения 2009 Александр Рыбак, представительница Македонии на Евровидении 2002 и Евровидении 2007 Каролина Гочева, хорватская певица и коллега Вукашина Брайича по Operacija Trijumf Ана Бебич также выступали на шоу.

## На Евровидении
На Евровидении Босния и Герцеговина выступала в первом полуфинале. По результатам жеребьёвки, Вукашин получил восьмой номер выступления, после участника из Сербии и перед участником из Польши. По результатам голосования, он набрал 59 баллов и занял 8 место, чем обеспечил себе путёвку в финал конкурса.
В финале Вукашин выступал шестым — после представителей Кипра и перед представителем Бельгии. По результатам голосования, он набрал 51 балл (в том числе, получив одну наивысшую оценку в 12 баллов) и занял 17 место.